# Valdenebro
Valdenebro ist ein Ort und eine aus zwei Dörfern bestehende Gemeinde (municipio) mit insgesamt nur noch 94 Einwohnern (Stand: 2024) in der spanischen Provinz Soria in der autonomen Region Kastilien-León. Der Ort gehört zur bevölkerungsarmen Serranía Celtibérica.

## Lage und Klima
Valdenebro liegt am Río Sequillo, einem Nebenfluss des Río Lobos, in einer Höhe von etwa 935 m. Der nächstgrößere Ort, El Burgo de Osma, ist etwa 10 km (Fahrtstrecke) in westlicher Richtung entfernt. Bis zur Provinzhauptstadt Soria sind es knapp 55 km (Fahrtstrecke) in südwestlicher Richtung. Sehenswert sind auch die unter Denkmalschutz stehenden Orte San Esteban de Gormaz (ca. 23 km westlich) und Berlanga de Duero (ca. 17 km südöstlich). Das Klima ist aufgrund der Höhenlage als gemäßigt zu bezeichnen; Regen (ca. 500 mm/Jahr) fällt überwiegend im Winterhalbjahr.

## Bevölkerungsentwicklung
| Jahr      | 1857 | 1900 | 1950 | 2000 | 2019 |
| Einwohner | 317  | 331  | 365  | 144  | 106  |

Infolge der Mechanisierung der Landwirtschaft sowie der Aufgabe bäuerlicher Kleinbetriebe und des daraus resultierenden geringeren Arbeitskräftebedarfs ist die Zahl der Einwohner seit der Mitte des 20. Jahrhunderts – trotz der Eingemeindung der ca. 10 km entfernten Nachbargemeinde Boós in den 1960er Jahren – stark rückläufig.

## Wirtschaft
Der kleine Ort war und ist in hohem Maße von der Landwirtschaft geprägt; angebaut werden vorwiegend Weizen und Gerste. Seit der Mitte des 20. Jahrhunderts spielt der Tourismus (Wandern und Ferienwohnungen) eine wichtige Rolle als Einnahmequelle der Gemeinde.

## Geschichte
In der Umgebung des Ortes fanden sich die Ruinen eines keltiberischen Castrums sowie die Grundmauern eines römischen Landgutes (villa rustica). Die Römerstraße von Caesaraugusta (Saragossa) nach Asturica Augusta (Astorga) passierte das heutige Gemeindegebiet. Abgesehen von der Existenz einer romanischen Kirche fehlen Nachrichten und Erkenntnisse aus dem Mittelalter und der frühen Neuzeit.

## Sehenswürdigkeiten
- Das Ortszentrum mit seinem zentralen Platz ist recht ansehnlich gestaltet.
- Die auf dem höchsten Punkt des Ortes stehende und dem Erzengel Michael geweihte Kirche San Miguel entstand in der Zeit um 1200; Kirchenschiff (nave) und Glockenturm (campanario) wurden jedoch später umgebaut. Zu Originalbestand gehören die von Blendarkaden eingefasste Apsis mit ihrem zugemauerten Fenster und das durch einen Vorbau geschützte Archivoltenportal auf der Südseite. Während das Kirchenschiff von einer flachen Holzdecke überspannt wird, zeigt der von einem Triumphbogen abgegrenzte Chorbereich ein wohlgefügtes Tonnengewölbe und eine Apsiskalotte, unterhalb derer sich ein barockes Altarretabel (retablo) befindet.[5][6]